# Diagramma di Nyquist

Un diagramma di Nyquist, con la parte reale della funzione di trasferimento ad anello aperto sull’asse x e la parte immaginaria sull’asse y. Sebbene le frequenze non siano indicate nella curva, si può dedurre che il punto a frequenza nulla sia sulla destra e che la curva tracci una spirale verso l'origine per le alte frequenze. Questo perché il guadagno a frequenza nulla deve essere puramente reale (sull'asse x) e tipicamente non nullo, mentre molti processi fisici hanno delle caratteristiche da passa basso, quindi la risposta ad alta frequenza è nulla.

Nell'ambito della teoria dei sistemi, con diagramma di Nyquist (anche chiamato Cole-Cole plot) si intende una particolare rappresentazione grafica della funzione di trasferimento di un sistema dinamico lineare stazionario (anche detto lineare tempo-invariante). È un grafico utile nell'analisi dei sistemi di controllo retroazionati, specificatamente in relazione alla verifica della stabilità.
La rappresentazione avviene su un grafico in coordinate polari in cui sono disegnati la parte immaginaria e quella reale della funzione di trasferimento al variare della pulsazione o frequenza angolare ω. Questo diagramma utilizza un solo piano di riferimento, al contrario del diagramma di Bode che rappresenta modulo e la fase della funzione ω in due distinti piani cartesiani.
Il diagramma di Nyquist è uno dei metodi classici per valutare la stabilità di un sistema lineare. Negli ultimi anni questi metodi sono integrati con strumenti software per computer. Tuttavia restano un modo conveniente per un ingegnere per avere un'idea intuitiva del comportamento di un sistema.

## Stabilità di un sistema retroazionato
Si conviene che un sistema di controllo ad anello chiuso è stabile purché qualsiasi eventuale oscillazione transitoria presente venga alla fine a cessare ed il sistema raggiunga lo stato permanente di regime. Viceversa è detto instabile se l'oscillazione transitoria non si esaurisce mai, ma aumenta in ampiezza fino a distruggere il sistema stesso oppure a raggiungere un limite conseguenza delle non linearità sistematiche.

### Criterio di stabilità di Nyquist
L'attitudine del grafico di Nyquist alla valutazione della stabilità dei sistemi retroazionati discende dal criterio di stabilità enunciato dallo stesso Nyquist. Questo criterio permette di valutare la stabilità di un sistema a retroazione dalla conoscenza del grafico polare della funzione di trasferimento G(jω)H(jω) ad anello reattivo aperto (j indica l'unità immaginaria), quando il segnale perturbatore sia di tipo sinusoidale di frequenza variabile.

### Costruzione del grafico
Generalmente per costruire tale grafico si interrompe l'anello di retroazione del sistema considerato e si introduce un segnale a frequenza variabile. Si indichi con r il rapporto tra l'ampiezza del segnale in uscita e l'ampiezza del segnale in ingresso, e con θ la differenza di fase tra la fase del segnale in uscita e la fase del segnale in ingresso. Il grafico che deriva dalla tracciatura in coordinate polari di r in funzione di θ, per tutte le frequenze dell'intervallo da -∞ a ∞, costituisce il grafico di Nyquist.
La teoria a supporto di questo grafico polare di visualizzazione della funzione armonica del sistema è basata sulla mappa conforme. Se traccio una curva chiusa, con un certo andamento e che non passi sui poli (le singolarità), nel dominio, anche nel codominio troverò (grazie alla teoria sopracitata) una curva chiusa.
Nella pratica si contano i giri attorno l'origine. Per convenzione il senso antiorario è positivo per gli zeri e negativo per i poli.
{\displaystyle R=Z-P}
Dove R è il numero di rotazioni nette positive in senso orario attorno al nostro punto, Z è il numero degli zeri interni al percorso chiuso, P è il numero dei poli. La scelta della curva chiusa nel dominio deve essere fatta con astuzia, di solito include tutto il semipiano positivo incluso l'asse immaginario. Questa curva viene chiamata cammino di Nyquist (in inglese Nyquist contour).
Per analizzare la stabilità a ciclo chiuso di una funzione con il criterio di Nyquist si disegna il diagramma in cinque comodi passaggi:
- Si traccia il cammino di Nyquist in un piano di Gauss ove sono rappresentati Zeri e Poli
- Si osserva F(jω)
- Si crea una tabella calcolando modulo, fase, parte reale e parte immaginaria per i valori notevoli della frequenza w
- Si disegna il diagramma di Nyquist riportando i punti della tabella e unendoli
- Si analizza la stabilità e si svolgono le considerazioni finali (N = Z - P)

## Valutazione della stabilità
Una volta tracciato il grafico polare occorre prendere in considerazione il punto P sull'asse reale negativo di coordinate -1+j0. Sotto le ipotesi più semplici il criterio di Nyquist stabilisce che il sistema in retroazione è stabile se il numero di giri, compiuti in senso antiorario, che il diagramma di Nyquist associato alla funzione di trasferimento compie attorno al punto P di coordinate -1+j0 risulta uguale al numero di poli con parte reale positiva della funzione di trasferimento stessa. Risulterà instabile nel caso opposto.
Qualora abbia disegnato il diagramma di Nyquist e verificato la stabilità per un sistema con guadagno K è inutile disegnarlo anche per K' = mK, perché per verificare la stabilità con il nuovo guadagno basta considerare al posto del punto -1+j0 il punto -1/m+j0.

## Margini di ampiezza e di fase
Dal grafico del diagramma di Nyquist di un sistema a fase minima, è possibile estrapolare i valori definiti come margine di ampiezza e margine di fase:
- Margine di ampiezza (Mα): inverso del modulo del guadagno di anello alla pulsazione corrispondente alla fase -π. Se il sistema è stabile Mα > 1.
- Margine di fase (Mφ): è l'angolo che occorre sottrarre alla fase del guadagno di anello alla pulsazione corrispondente al valore unitario del modulo per ottenere -π. Se il sistema è stabile Mφ > 0.